# روس أولبريخت
روس أولبريخت (بالإنجليزية: Ross Ulbricht)‏ هو مؤسس موقع سيلك رود للتجارة غير المشروعة. أدين ولبريشت بتهم غسيل الأموال، والقرصنة الحاسوبية، والتآمر على نقل وثائق الهوية المزورة، الاتجار بالمخدرات في فبراير 2015. وتمّ الإفراج عنه بعد صدور عفوٍ رئاسي من الرئيس المنتخب دونالد ترامب في 22 يناير 2025.

## التعليم
في عام 2006 تخرج من جامعة تكساس وحصل على بكالوريوس العلوم، وفي عام 2009 حصل على ماجستير العلوم من جامعة ولاية بنسلفانيا، حيث تخصص في علم البلورات.

## موقع طريق الحرير
من المعروف أنه قام بإنشاء وتشغيل موقع طريق الحرير حتى إلقاء القبض عليه وإغلاقه. وهو معروف باسم مستعار "Dread Pirate Roberts". تم تصميم هذا الموقع كسوق حر حيث يمكن لأي شخص شراء أي شيء في سرية تامة، كان إجراء التمثيل هو Tor Network و Cryptocurrency Bitcoin. ويمكن الموقع الجميع شراء المخدرات والأسلحة و «الخدمات» التي تخترق حسابات Twitter أو Facebook والأوراق المزيفة؛ تم حظر الأعمال العنيفة فقط (القتل والاعتداء الجنسي على الأطفال). ولد هذا الإصدار الأول من الموقع بين عامي 2011 و 2013 إصدار الثاني والإصدار الثالث والأخير في 2014، مبيعات بلغت 1.2 مليار دولار في مليون معاملة و 18 مليون دولار من الأرباح لشركة Ulbricht.
في عام 2011 شجب عضو مجلس الشيوخ موقع طريق الحرير كمصدر للجريمة المنظمة. أربع وكالات اتحادية، بما في ذلك مكتب التحقيقات الفيدرالي ووكالة مكافحة المخدرات، وتعبئتها لمعرفة ذلك. ألقي القبض عليه في أكتوبر 2013، واتهم Ulbricht في أغسطس 2014 مع غسل الأموال وتهريب المخدرات والقرصنة.
في 4 فبراير 2015 ، أدين روس أولبريشت بسبع تهم، بما في ذلك كونه منظمًا أو مديرًا أو مشرفًا على العمليات المستمرة والحصول على دخل أو موارد كبيرة من جرائم المخدرات. . يعتبر تعليمه الجامعي الرفيع المستوى ظرفًا مشددًا. لم يتم توجيه تهم بمحاولة القتل.
في 29 مايو 2015، حُكم عليه بالسجن مدى الحياة، تأثرت رؤيته للاقتصاد جزئيًا بكتابات لودفيج فون ميزس، الاقتصادي في القرن العشرين،
بالقرب من التحرريين، يمثل مقاضاة أولبريت وإدانته رغبة الحكومة الأمريكية في عدم التسامح مع أي جريمة منظمة باستخدام شبكة الإنترنت المظلم.